# Gizama bronsonalis
Gizama bronsonalis är en fjärilsart som beskrevs av William Schaus 1916. Gizama bronsonalis ingår i släktet Gizama och familjen nattflyn. Inga underarter finns listade i Catalogue of Life.